# Władimir Korniłow
Władimir Aleksejewicz Korniłow (ros. Влади́мир Алексе́евич Корни́лов, ur. 1 lutego?/13 lutego 1806 w Irkucku, zm. 5 października?/17 października 1854 w Sewastopolu) – oficer rosyjskiej marynarki.

## Życiorys
Rozpoczął służbę w marynarce w 1823 roku. Brał udział w bitwie pod Navarino, gdzie służył na okręcie Azow.
W 1841 roku został pierwszym kapitanem na statku Dwunastu Apostołów. W 1849 roku został mianowany szefem sztabu floty czarnomorskiej.
Zginął na Kurhanie Małachowa podczas pierwszego ostrzału Sewastopola w czasie Wojny krymskiej. Został pochowany w kaplicy Admirałów w katedrze św. Władimira w Sewastopolu.